# 小花耧斗菜
小花耧斗菜（学名：Aquilegia parviflora）为毛茛科耧斗菜属下的一个种。其种加词“parviflora”意为“小花的”。